# Метрополітен Лос-Текес
Метрополітен Лос-Текес (ісп. Metro de Los Teques) — система ліній метрополітену в Лос-Текес, Венесуела.